# Fernando Fontes
Fernando Fontes (Portugal, 25 de octubre de 1948 - San Cristóbal, 24 de junio de 2009) fue un conocido ciclista de Venezuela. Formó parte de la selección de Venezuela que disputó el Campeonato Mundial de Ciclismo en Ruta de 1977 en San Cristóbal.

## Trayectoria deportiva
Equipos
- Lotería del Táchira
- Club Martell
- Selección de Carabobo

## Palmarés
- 1968 Campeón Vuelta a Venezuela
- 1968 Campeón Premios de Montaña,Vuelta al Táchira
- 1969 Campeón Clásico Ciclístico de la Consolación de Táriba, Venezuela
- 1970 Campeón Clásico Ciclístico de la Consolación de Táriba, Venezuela
- 1975 Campeón Vuelta al Táchira[1]
- 1976 Subcampeón de la Vuelta al Zulia
- 1976 Campeón Vuelta al Táchira
- 1976 Campeón vuelta 250 años de la Fundación de Montevideo,Uruguay
- 1978 Campeón Vuelta a Costa Rica